# Хривинув Ујезд
Хривинув Ујезд (чеш. Hřivínův Újezd) је насељено мјесто са административним статусом сеоске општине (чеш. obec) у округу Злин, у Злинском крају, Чешка Република.

## Становништво
Према подацима о броју становника из 2014. године насеље је имало 550 становника.